# Nomoneura bezzii
Nomoneura bezzii är en tvåvingeart som beskrevs av Hesse 1975. Nomoneura bezzii ingår i släktet Nomoneura och familjen Mydidae. Inga underarter finns listade i Catalogue of Life.